# Tyketto
I Tyketto sono un gruppo hair metal statunitense formato nel 1987 a Belmar, New Jersey.

## Storia del gruppo
I Tyketto vennero fondati nel 1987 dall'ex cantante dei Waysted Danny Vaughn, che abbandonò questi ultimi dopo il loro scioglimento nello stesso anno. Il resto della formazione era composto dal chitarrista Brooke St. James, il bassista Jimi Kennedy e Michael Clayton dietro i tamburi. Il nome del gruppo era stato ispirato da un graffito scarabbocchiato sul ponte di Brooklyn a New York. La band debuttò nel 1991 con il disco Don't Come Easy, prodotto da Richie Zito (Cheap Trick, Poison, Bad English, White Lion) con il contributo del tastierista Alan Pasqua. Nonostante il disco presentasse le potenzialità per sfondare nelle chart, questo non ottenne il meritato successo. Tuttavia rimarrà uno dei dischi più apprezzati nell'ambito del AOR. La band sembrava avere tutte le carte in regola per sfondare, con un suono a metà strada tra Whitesnake e Bon Jovi, forti di singoli come "Forever Young", "Wings", e "Standing Alone". A seguire aprirono per i White Lion in Gran Bretagna nel 1991. Verso metà di queste date Kennedy abbandonò la formazione, così il bassista dei White Lion James Lomenzo lo sostituì temporaneamente per completare il tour. Come definitiva sostituzione di Kennedy dietro le quattro corde ora figurava il nuovo bassista Jaimie Scott. Pochi mesi dopo il gruppo tornò in studio per le sessioni del nuovo album ed una volta completate, il disco stava per essere distribuito ma inaspettatamente la Geffen sciolse il contratto con il gruppo nel 1992 e la distribuzione venne interrotta. Dopo un periodo morto, il quartetto riuscì a trovare un'etichetta disposta alla pubblicazione del nuovo album, tornando sulle scene nel 1994 e pubblicando finalmente dopo due anni il tanto atteso Strength in Numbers per la Music for Nations e negli States per la CMC International, sotto la produzione di Kevin Elson (Europe, Mr. Big, Lynyrd Skynyrd, Journey). Curiosamente il bassista dei White Lion James Lomenzo, che aveva suonato con loro in tour nel 1991, contribuì alla composizione del brano "All over Me". Le date di supporto nel luglio del '94 vedevano gli statunitensi nuovamente nel Regno Unito supportati dagli Shotgun Symphony. Tuttavia l'avvento del grunge soffocò il loro potenziale successo e la formazione cominciò a frammentarsi quando Vaughn abbandonò il progetto per seguire la moglie malata di cancro venendo sostituito da Steve Augeri, ex membro dei newyorkesi Tall Stories. Con la nuova formazione, il gruppo tornò in studio per la pubblicazione del terzo disco, Shine, che vedrà la luce nel 1995 orientato su uno stile più "Journey-oriented". Dato il generale insuccesso durante la loro carriera a causa del cambio di tendenze musicali nei primi anni novanta, i Tyketto optarono per lo scioglimento nel 1996 dopo aver pubblicato il live album Take Out & Served Up Live.
Attorno al 1998 cominciarono a circolare alcune voci sulla riunione, tuttavia la situazione non era ben chiara. Certo era che Michael Clayton e Danny Vaughn avevano ripreso a collaborare assieme dopo che il batterista aveva precedentemente dichiarato di essere interessato a collaborare con Vaughn nel suo progetto solista. Anche se Brooke St James annunciò il suo nuovo progetto Lionsheart, venne ipotizzato che i Tyketto sarebbero tornati con la pubblicazione di un nuovo album orientato sul vecchio stile. Non era però chiaro se il bassista Jamie Scott era stato coinvolto. Augeri nel 1998 raggiunse una delle più grandi AOR band di tutti i tempi, i Journey, con cui pubblicò i dischi Arrival nel 2001 e Generations nel 2005. Nel 2000 Vaughn, Scott e Clayton fondarono una nuova band chiamata semplicemente Vaughn con cui pubblicheranno il disco Soldiers & Sailors on Riverside. A raggiungere i tre ex membri dei Tyketto furono il chitarrista P.J. Zitarosa ed il tastierista Kyle Cummings.
La formazione classica dei Tyketto composta da Danny Vaughn, Michael Clayton, Jimi Kennedy e Brooke St. James si riformò in occasione di alcune date europee nel novembre 2004. Vaughn era parallelamente impegnato nel side project From The Inside. Nel 2007 il quartetto si riunì definitivamente per una seconda serie di concerti. In concomitanza con la reunion fu pubblicata la raccolta The Last Sunset: Farewell 2007, una collezione di tracce inedite, demo e registrazioni dal vivo.
Il 20 aprile 2012 viene dato alle stampe il nuovo album in studio Dig in Deep, pubblicato sotto etichetta Frontiers Records. Questo lavoro sancisce il ritorno della formazione originale dei Tyketto. Dopo nuovi cambi di formazione, che vedono l'ingresso nella band del chitarrista Chris Green e del bassista Chris Childs, il 4 ottobre 2016 esce il quinto album Reach, sempre per Frontiers. Nel 2017 il gruppo registra il disco dal vivo Live from Milan, in cui esegue per intero l'album di debutto Don't Come Easy. Nel 2019 esce invece Strength in Numbers Live per celebrare il 25º anniversario del secondo album Strength in Numbers. Parallelamente entra in formazione il bassista Greg Smith, noto per aver suonato con Wendy O. Williams, Alice Cooper, Joe Lynn Turner e Ted Nugent.

## Formazione

### Formazione attuale
- Danny Vaughn – voce (1987-1995, 2004, 2007-oggi)
- Chris Green – chitarra (2014-oggi)
- Greg Smith – basso (2017-oggi)
- Michael Clayton Arbeeny – batteria (1987-1996, 2004, 2007-oggi)
- Ged Rylands – tastiere (2012-oggi)

### Ex componenti
- Brooke St. James – chitarra (1987-1996, 2004, 2007-2014)
- Jimi Kennedy – basso (1987-1991, 2004, 2007-2014)
- Jaimie Scott – basso (1991-1996)
- Steve Augeri – voce (1995-1996)
- Bobby Lynch – tastiere (2011-2012)
- Chris Childs – basso (2014-2017)

## Discografia

### Album in studio
- 1991 – Don't Come Easy
- 1994 – Strength in Numbers
- 1995 – Shine
- 2012 – Dig in Deep
- 2016 – Reach

### Live
- 1996 – Take Out & Served Up Live
- 2017 – Live from Milan
- 2019 – Strength in Numbers Live

### Raccolte
- 2007 – The Last Sunset: Farewell 2007